# Vivant-François Viénot de Vaublanc
Vivant-François Viénot de Vaublanc de Tronchat, señor de Bousselange, (Beaune, 17 de mayo de 1725 - Santo Domingo, 1798), fue un militar francés

## Biografía
El 24 de mayo de 1742, fue nombrado segundo teniente en el regimiento de Navarra. El 30 de junio de 1747 asciende a capitán. En 1752, deja el regimiento y es destacado a la Marina como capitán de las Compañías de aumento en La Española, adonde va junto al conde de Béthune, que ha sido nombrado gobernador.
El 6 de mayo de 1754, se casa con Catherine Perrault, hija de Jean Don Perrez (francesizado como Perrault), capitán de las milicias y rico terrateniente en La Española.
El 2 de marzo de 1756, nace su primogénito Vincent-Marie Viénot de Vaublanc qui llegará a ministro del interior con Luis XVIII
El 24 de marzo de 1758, es nombrado caballero de la Orden de San Luis. El 1 de mayo de 1758, se convierte en coronel y comandante del Fort Saint-Louis en Santo Domingo. En 1763, regresa a Francia.
Durante la Revolución francesa, en 1793, es encarcelado en Tours, por la Ley de sospechosos al ser noble, militar, c vaballero de la orden de San Luis. Muere en 1798 en Santo Domingo.
- Datos: Q1144258